# Blue Cheer
Blue Cheer fue una banda estadounidense de rock, oriunda de San Francisco, California formada en 1966. Fueron especialmente reconocidos a finales de la década de los 60 por su sonido agresivo y su interés por convertirse en la banda más ruidosa del planeta mediante una mezcla entre el rock psicodélico y el hard rock, logrando una variedad de resultados que a la postre los reconocerían como pioneros del stoner rock, el protopunk y especialmente el heavy metal, siendo citados por varios medios y artistas como los auténticos precursores del género aún antes de Black Sabbath.

## Biografía

### El nacimiento de Blue Cheer

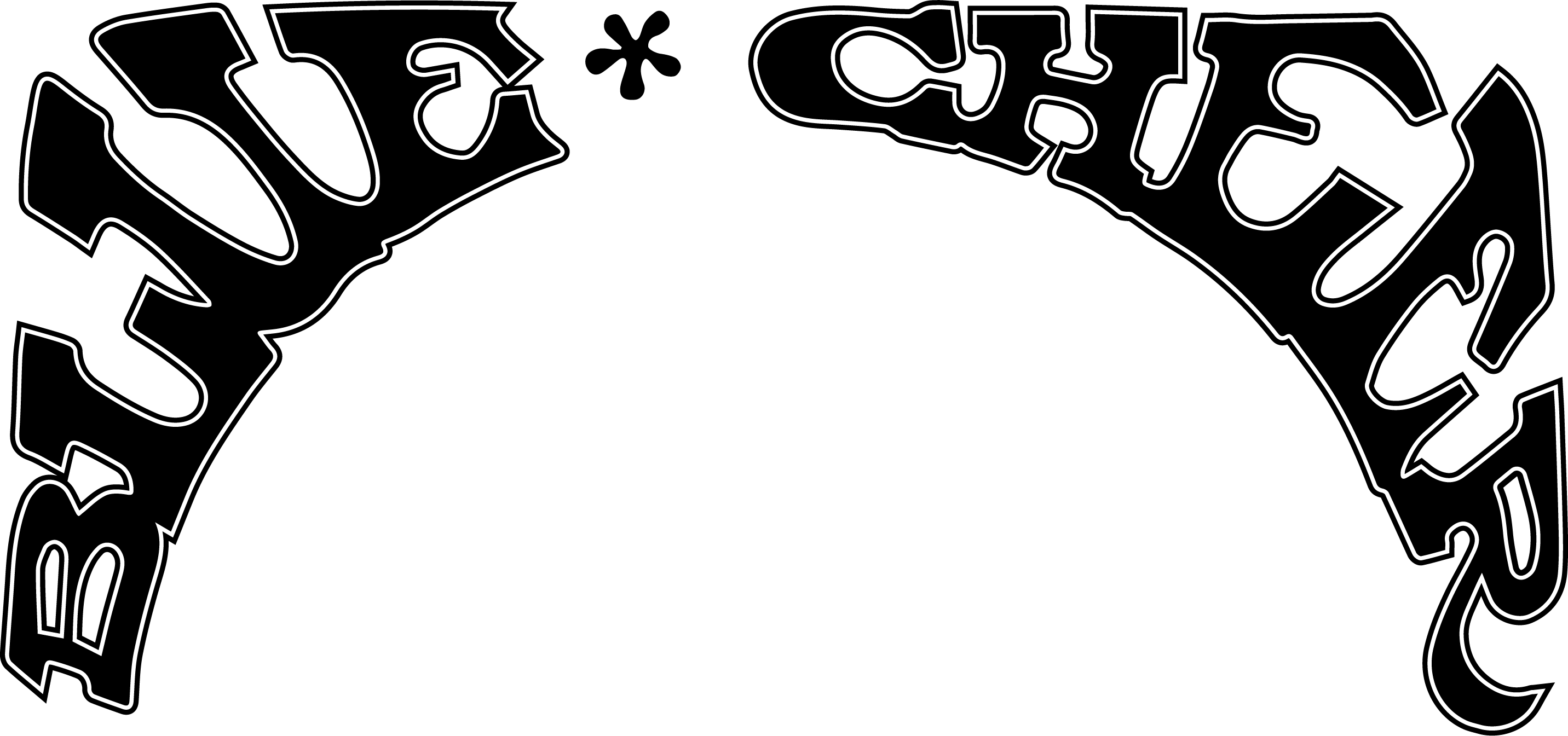
Logo clásico de Blue Cheer.

Blue Cheer se formó en California en 1966, basando su nombre en un tipo de LSD promovido en ese entonces por Owsley Stanley, renombrado químico y allegado de la banda Grateful Dead. Su formación originalmente estaba configurada por Dickie Peterson en el bajo, Jeremy Russell en la guitarra, Eric Albronda como baterista, Vale Hamanaka en los teclados y Jere Whiting como vocalista. Pronto Jeremy se iría de la banda y entraría a reemplazarlo Leigh Stephens junto al hermano de Dickie, Jerre Peterson como segundo guitarrista, poco después Eric dejó el puesto y por sugerencia de Jerre pronto entraría a la banda Paul Whaley, sin embargo Eric seguiría estando con la banda como productor en adelante.
Luego de que la banda presenciara una actuación de Jimi Hendrix Experience en el Monterey Pop Festival, decidieron entonces configurar al grupo como un power trio también, retirando a Hamanaka y a Whiting de la banda. Jerre, quien no estaba de acuerdo con la decisión de continuar sin ellos decidió irse de la banda también.

### La Edad de Oro
Integrada ahora solamente por Dickie Peterson en el bajo y voz, Leigh Stephens en la guitarra y Paul Whaley en la batería, el grupo empezó a hacerse bastante conocido por sus actuaciones en vivo donde siempre ponían al máximo volumen sus equipos de sonido, al punto de llegar a ser conocidos como "la banda más ruidosa del planeta".
Inspirados por el movimiento psicodélico y el blues, publicaron su primer demo en 1967 con los temas Dr. Please y el tema que pronto los catapultaría al estrellato, la versión de Eddie Cochran Summertime Blues, habiendo sido escogida por Jerre Peterson cuando la banda aún estaba compuesta por los seis miembros originales. Bajo la dirección de su mánager, un miembro de los Hells Angels llamado Allen 'Gut' Turk, lanzaron su primer álbum en enero de 1968, Vincebus Eruptum, consiguiendo un hit importante a través de la versión Summertime Blues; el sencillo alcanzó el lugar N.º 14 de Billboard, y el LP el puesto N.º 11 del Billboard 200. Muchos expertos consideran ésta pieza como la primera canción de heavy metal de la historia.
De acuerdo con Tim Hills en su libro The Many Lives of the Crystal Ballroom, Blue Cheer fue el epítome de la psicodelia de San Francisco. Pocos meses después en ese mismo año la banda publicó en agosto su siguiente álbum, Outsideinside, consiguiendo nuevamente otro gran hit con el sencillo Just a Little Bit, conservando la misma fórmula agresiva y ruidosa de su antecesor pero explotando aún más su creatividad musical, componiendo canciones muy adelantadas a su época que con el tiempo serían consideradas como precursores del grunge y el punk como Sun Cycle y Come and Get It respectivamente, siendo Outsideinside uno de los álbumes de rock más completos e innovadores de todos los tiempos.
En este punto el grupo alcanzó su clímax y se ubicaron en lo más alto de las bandas de la época, participando en numerosos festivales y compartiendo cartel junto a las más importantes bandas como Jimi Hendrix Experience, Cream, Pink Floyd, The Doors, Jefferson Airplane, Jeff Beck y Big Brother and the Holding Company con Janis Joplin, quien además tuvo un breve romance con Paul Whaley.
A pesar del éxito que la banda estaba teniendo y de situarse en el punto más alto de su carrera, pronto surgieron tensiones entre Leigh Stephens con el resto del grupo quienes lo motivaron a tomar la decisión de retirarse, ya que él era el único que no consumía drogas y desaprobaba el comportamiento desenfrenado de sus compañeros. Su partida trajo como consecuencia el prematuro final de la Edad de Oro de Blue Cheer y después de su salida se dedicó a otros proyectos musicales y a profesionalizarse como especialista en efectos especiales, estando acreditado en películas como Dances with Wolves, Honey, I Shrunk the Kids, The Abyss, Licence to Kill, Tremors, entre otras.

### Años posteriores
Después de la partida de Leigh Stephens, la banda fue presionada a cambiar su estilo para acomodarse a las tendencias de la época, decidieron entonces grabar el disco New! Improved! (1969), donde utilizaron diferentes guitarristas para cada cara del L.P., siendo estos Bruce Stephens y Randy Holden como reemplazos de Leigh Stephens. Luego de la publicación del álbum y dada la inestabilidad por la que atravesaba la banda, el baterista Paul Whaley se retiró también de la agrupación, siendo reemplazado en adelante por Norman Mayell. Con dichos cambios el estilo de la banda viró hacia un rock más convencional similar a Steppenwolf, sin embargo el álbum contiene la canción Peace Of Mind, considerada una de las mejores de la banda y una auténtica obra de la psicodelia.
Poco tiempo después Randy Holden se retiró y solamente quedó Bruce Stephens en la guitarra para el cuarto álbum Blue Cheer, quien posteriormente también dejó al grupo y sería Gary Lee Yorder el encargado de terminar la segunda mitad del disco.
Con la alineación formada por Peterson, Ralph Burns Kellogg, Norman Mayell y Gary Lee Yorder lanzan su quinto disco The Original Human Being en 1970; y Oh! Pleasant Hope en 1971, que a pesar de contar con una buena reseña por parte del exigente crítico Lester Bangs, fue un fracaso en ventas, por lo que la banda se retiró durante varios años.
En 1974 hubo un intento por revivir a la banda e incluso se intentó conseguir un contrato discográfico con la ayuda del productor y empresario Kim Fowley, pero desafortunadamente no se logró ningún consenso. Nuevamente hubo otro intento por poner a Blue Cheer de regreso a los escenarios en 1978 e incluso se logró grabar la maqueta de un nuevo álbum de estudio en 1979 en los estudios Army Street con la colaboración del guitarrista Tony Rainier y el baterista Michael Fleck, pero finalmente no fue posible publicarlo, por lo que la banda volvería a permanecer inactiva varios años más. El álbum en cuestión no sería publicado sino hasta 33 años después en el 2012, llevando el nombre simbólico de "7" en referencia al orden cronológico que debía haber llevado el disco si se hubiera publicado en su respectivo momento.
En 1983 la discográfica Combat Records decidió reunir a varios nombres de la escena musical para formar un colosal proyecto de heavy/speed metal llamado Thrasher, reclutando artistas para el proyecto como Rhett Forrester, Jack Starr, Billy Sheehan, el ex baterista original de Rainbow Gary Driscoll, entre otros, incluyendo a Dickie Peterson y al futuro guitarrista de Blue Cheer, Andrew "Duck" MacDonald, para lanzar en 1985 el álbum Burning at the Speed of Light, contribuyendo en la canción "Hot and Heavy".
En 1984 Dickie Peterson y Paul Whaley volvieron a reunirse y lanzaron el álbum de estudio The Beast Is Back, completando la alineación con el guitarrista Tony Rainier y siendo producido a través del sello Megaforce. Con los sonidos pesados ahora más aceptados por el público después de la explosión de heavy metal durante la década de los 80, este disco supuso un intento por volver a sus raíces contundentes, regrabando viejos clásicos y adaptándolos a la nueva tendencia en la que ellos mismos ya habían incursionado varios años atrás.
En 1988 Andrew MacDonald, quien previamente había contribuido en la mayoría de temas para el supergrupo Thrasher fue invitado a unirse a Blue Cheer, pero su reencuentro no fue muy amistoso con Dickie Peterson, pues el guitarrista se bebió la botella de whisky de Dickie y casi se enfrentan a puñetazos producto de la embriaguez. De 1988 a 1993 Blue Cheer estuvo de gira en Europa y durante este tiempo acompañaron a bandas de la escena del heavy metal y rock como Mountain, Outlaws, Thunder, Groundhogs, Ten Years After, Yardbirds, Danzig, Mucky Pup, Biohazard y otros. En 1989 lanzan su primer álbum oficial en vivo Blitzkrieg Over Nüremberg con la compañía Nibelung Records. La formación contaba con Dave Salce en la batería; Dickie Peterson en el bajo; y Andrew MacDonald en la guitarra.
En 1990 lanzaron el disco Highlights and Low Lives, el cual tenía un estilo hard rock con reminiscencias de Aerosmith y los Rolling Stones. El álbum fue producido por el productor de música grunge Jack Endino y para este trabajo la alineación incluyó a Peterson en bajo y voz, Paul Whaley retornando en la batería, y Andrew MacDonald en la guitarra.
Posteriormente le seguiría Dining With The Sharks de 1991, previamente MacDonald se había retirado temporalmente de la banda y había sido reemplazado por Dieter Saller para la grabación de dicho álbum, integrándose junto a los clásicos Peterson y Whaley. También hace una aparición especial el guitarrista del grupo inglés Groundhogs, Tony McPhee. Este disco supuso un cambio abrupto y radical de estilo para la banda ya que con la incorporación de Saller, la banda se enfocó casi por completo al heavy metal más puro y agresivo, mientras que sus anteriores trabajos siempre conservaban influencias del blues y el hard rock.

### Últimos años
El recordado guitarrista Leigh Stephens se reunió con Dickie Peterson y tocaron junto al baterista Prairie Prince en el Chet Helms Memorial Tribal Stomp, durante el otoño de 2005 en el Parque del Golden Gate en San Francisco, fue la última vez que ambos músicos tocaron juntos.
En 2005 Andrew MacDonald convenció a Dickie Peterson y a Paul Whaley de grabar un último álbum que cerrara la vieja gloria de la banda, lo cual ellos aceptaron y grabaron un disco en el invierno de ese mismo año junto con la colaboración del baterista de Raven y Pentagram, Joe Hasselvander y el cual salió a la venta en 2007 bajo el título What Doesn't Kill You..., en el que se mantuvo el sonido típico de la banda, consistente en un rock duro de afinaciones graves y licks de blues por doquier, incluyendo temas más rápidos y ruidosos y temas más lentos y pesados, siendo el resultado de una mezcla entre el hard rock con base al blues y el stoner metal.
Lamentablemente el bajista y líder de la banda durante todos sus años, Dickie Peterson, falleció el 12 de octubre de 2009 a los 63 años por consecuencia del cáncer de próstata que lo aquejaba tiempo atrás, dando como resultado el final definitivo de Blue Cheer.
El 28 de enero de 2019 el veterano ex baterista de la agrupación, Paul Whaley, falleció a los 72 años en su residencia en Alemania a causa de una insuficiencia cardíaca, la noticia fue dada a conocer por Eric Albronda.

## Legado e influencia
Blue Cheer ha sido señalado a lo largo de la historia como los auténticos fundadores del género heavy metal, sus dos primeros discos Vincebus Eruptum y Outsideinside de 1968 marcaron por primera vez los parámetros básicos del sonido: amplificadores potentes, riffs graves y batería agresiva, lo que los convirtió en una banda muy distintiva en California y pronto en el resto del mundo durante su corta era dorada. Según de acuerdo al guitarrista Leigh Stephens, «éramos una banda fácil de odiar». Cabe destacar que al final de su presentación en el programa American Bandstand en febrero de 1968, el presentador Dick Clark preguntó a la banda qué los hacía tan diferentes del resto, a lo que el baterista Paul Whaley sencillamente contestó "heavy". Según el bajista y cantante Dickie Peterson, mientras la banda descansaba en el backstage, Dick Clark se acercó a ellos y les dijo: «Ustedes son la clase de banda que le da una mala imagen al rock», a lo que Dickie Peterson respondió con un simple «Gracias».
La banda fue especialmente mencionada en el documental Metal: A Headbanger's Journey y su secuela Global Metal, como uno de los primeros referentes en cuanto al origen mismo del heavy metal, en donde el bajista y vocalista de Rush, Geddy Lee, habla sobre el impacto que tuvo Blue Cheer en los 60 durante el primer film, y el antropólogo y director Sam Dunn explica brevemente el origen y expansión del género gracias a ellos junto a Deep Purple y Black Sabbath, durante el comienzo de la segunda entrega.
Muchos artistas muy destacados en la música se han inspirado del trabajo hecho por Blue Cheer al final de los 60, entre aquellos que han citado su simpatía e influencia se encuentran Black Sabbath, Rush, Pentagram, Mudhoney y Carmine Appice de Vanilla Fudge y Cactus, así como Kurt Cobain de Nirvana. Artistas como Neil Peart de Rush, Glenn Danzig de Danzig y Misfits y Michael Anthony de Van Halen y Chickenfoot han reconocido su influencia como vital y los han mencionado como la banda que los introdujo al mundo de la música por primera vez. Incluso Jim Morrison de The Doors, alguna vez se refirió a ellos como "la banda más poderosa que he visto".
Cuando Eric Clapton, a quien se le atribuye también crédito en el origen del género gracias a Cream, se le preguntó sobre su participación en el nacimiento de dicho estilo, reconoció a Blue Cheer como los verdaderos responsables en la aparición del heavy metal, citando: "Hubo una banda llamada Blue Cheer, quienes yo creo fueron probablemente los que originaron al heavy metal porque ellos en realidad no tenían raíces tradicionales en el blues, no tenían una misión, todo se trataba sobre ser ruidosos. Cream era bastante ruidoso también y quedábamos atrapados teniendo enormes amplificadores Marshall, sólo por el placer de hacerlo. Pero nosotros realmente teníamos bases fuertes en el jazz y el blues".

## Miembros
Última formación
- Dickie Peterson † - bajo, voz (1966–1972, 1974–1975, 1978–1979, 1984–1994, 1999–2009) (fallecido en 2009)
- Paul Whaley † - batería (1967–1969, 1984–1985, 1989–1993, 1999–2009) (fallecido en 2019)
- Andrew "Duck" MacDonald - guitarra (1988–1990, 1999–2009)

Anteriores
- Leigh Stephens - guitarra (1967–1968, 2005)
- Jere Whiting - voz, armónica (1966)
- Jeremy Russell † - guitarra (1966) (fallecido en 2005)
- Vale Hamanaka - teclados (1966)
- Eric Albronda - batería (1966)
- Jerre Peterson † - guitarra (1967, 1974–1975) (fallecido en 2002)
- Randy Holden - guitarra (1968–1969)
- Bruce Stephens † - guitarra, voz (1968–1970) (fallecido en 2012)
- Ralph Burns Kellogg † - teclados, bajo (1969–1972) (fallecido en 2003)
- Mitch Mitchell † - batería (1968) (fallecido en 2008)
- Norman Mayell - batería, guitarra (1969–1972)
- Gary Lee Yoder † - guitarra, voz (1970–1972) (fallecido en 2021)
- Rubén De Fuentes - guitarra (1974–1975, 1987–1988)
- Terry Rae - batería (1974–1975)
- Tony Rainier - guitarra (1978–1979, 1984–1987)
- Michael Fleck - batería (1978–1979)
- Brent Harknett - batería (1985–1987)
- Eric Davis - batería (1987–1988)
- David Salce - batería (1988–1989)
- Dieter Saller - guitarra (1990–1994)
- Gary Holland - batería (1993–1994)
- Prairie Prince - batería (2005)
- Joe Hasselvander - batería (2005)

## Discografía
De estudio
- 1968: Vincebus Eruptum
- 1968: Outsideinside
- 1969: New! Improved!
- 1969: Blue Cheer
- 1970: The Original Human Being
- 1971: Oh! Pleasant Hope
- 1984: The Beast Is Back
- 1990: Highlights and Low Lives
- 1991: Dining With The Sharks
- 2007: What Doesn't Kill You...
- 2012: 7 (álbum póstumo)

En vivo
- 1989: Blitzkrieg Over Nüremberg
- 1996: Live & Unreleased, Vol. 1: '68 / '74
- 1998: Live & Unreleased, Vol. 2: Live at San Jose Civic Centre, 1968 & More
- 1999: Hello Tokyo, Bye Bye Osaka
- 2003: Live in Japan
- 2005: Live Bootleg: London – Hamburg
- 2009: Rocks Europe